# Cocalodes papuanus
Cocalodes papuanus là một loài nhện trong họ Salticidae.
Loài này thuộc chi Cocalodes. Cocalodes papuanus được Eugène Simon miêu tả năm 1900.